# Parnassius delphius
The Banded Apollo Parnassius delphius là một loài bướm ngày sinh sống ở vùng núi cao được tìm thấy ở Trung Á. Loài này thuộc chi Parnassius trong họ Papilionidae.

## Dải phân bố
Northern Pakistan, Afghanistan, Tajikistan, Kyrgystan, Uzbekistan, Kazakhstan.

## Hiện trạng
Phân bố rộng rãi, không bị đe dọa. Được bảo vệ trong Luật của Ấn Độ.

## Phụ loài
Có đến 44 phụ loài

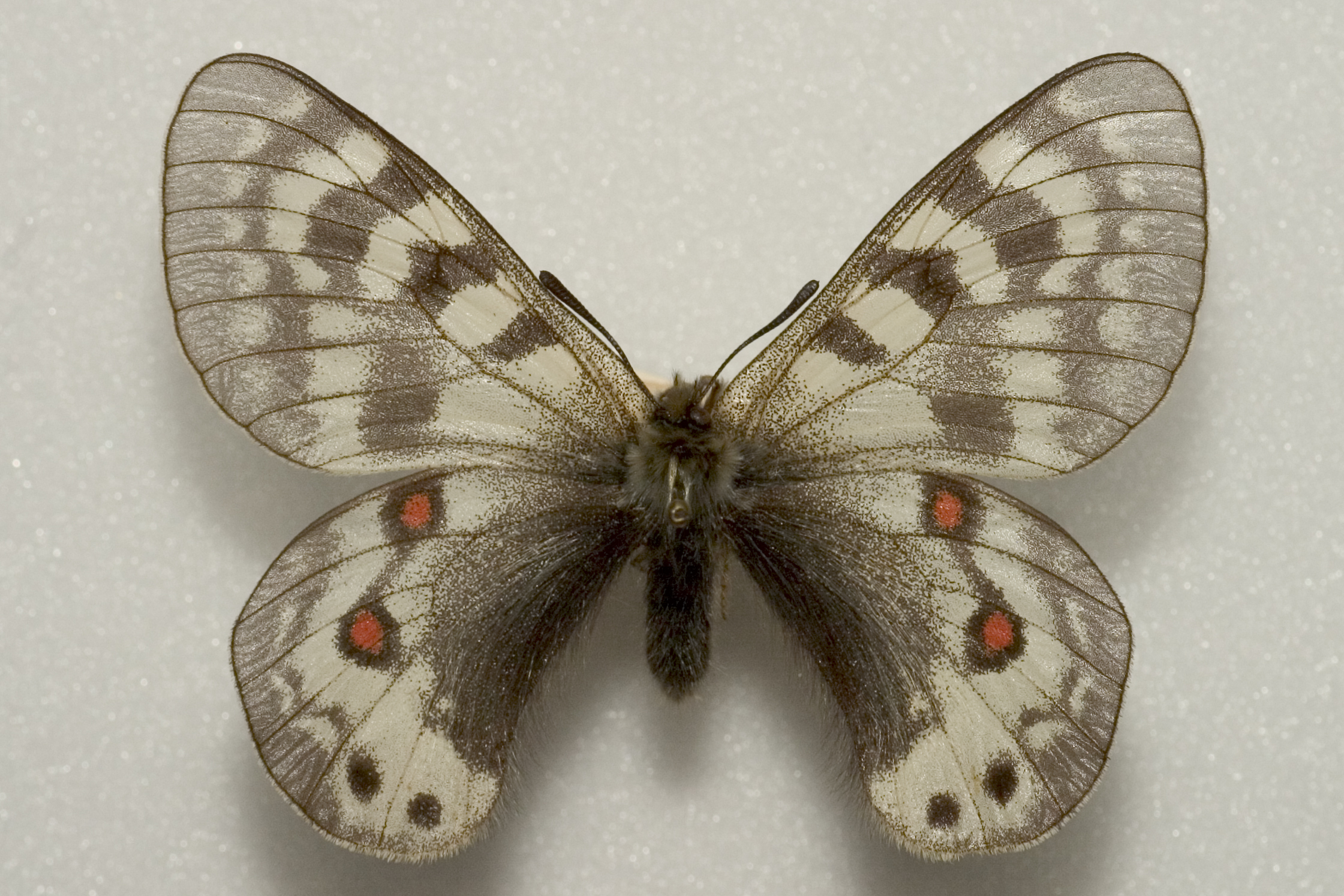
Parnassius delphius infernalis, Male from the Alai mountains